# Tsarskoje Selo

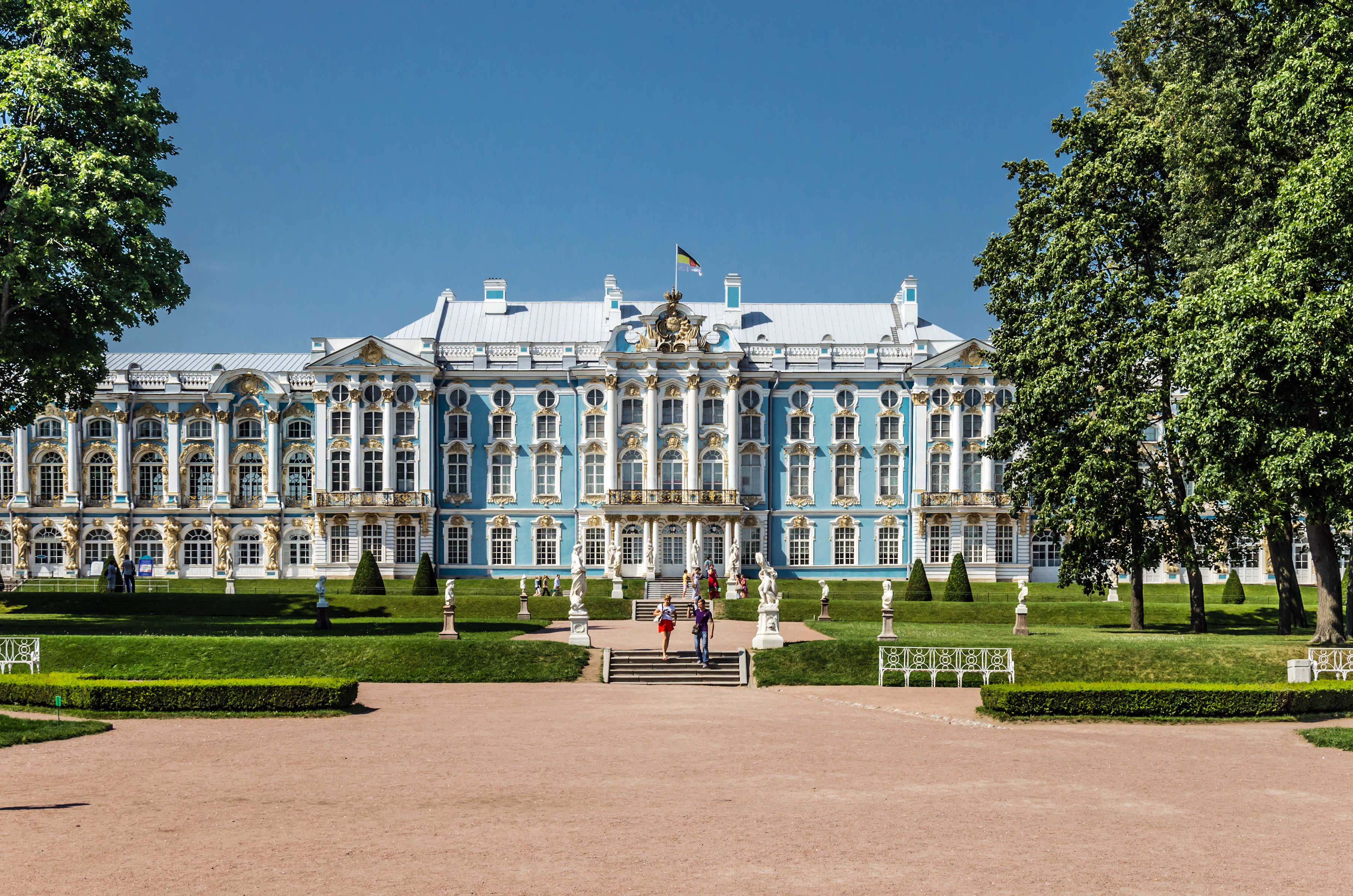
Catharinapaleis en park

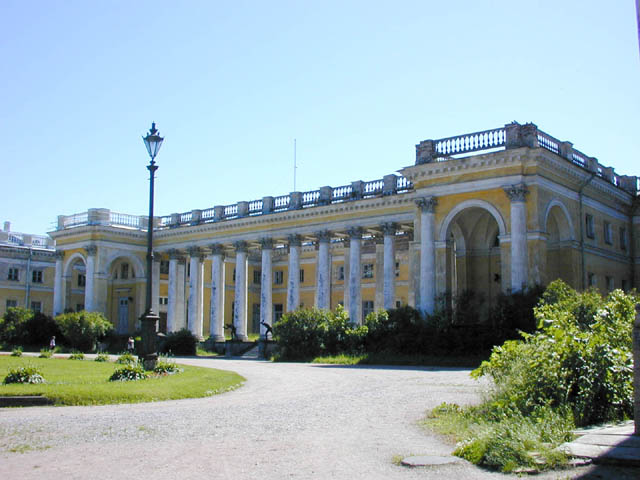
Alexanderpaleis

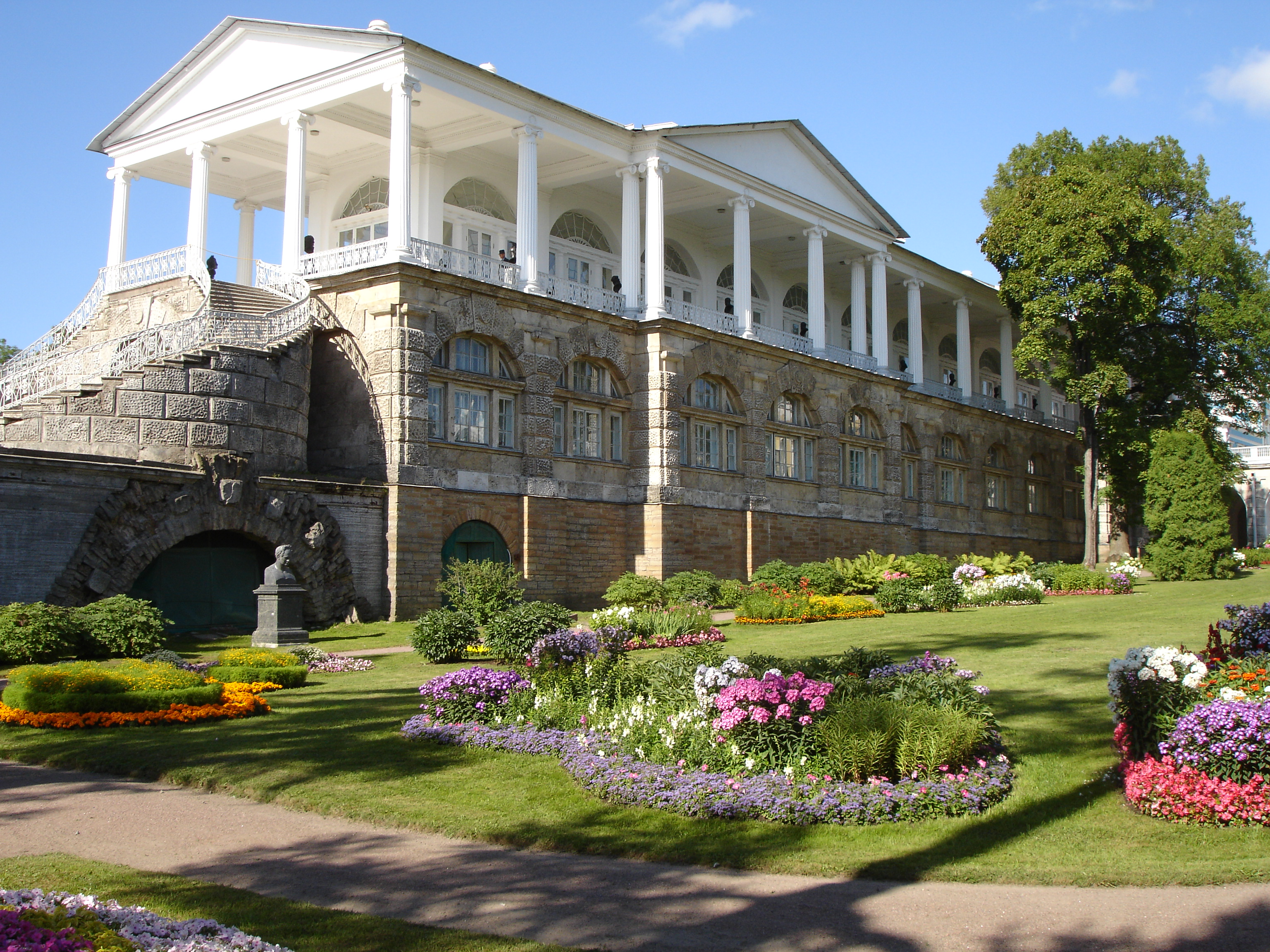
Camerongalerij

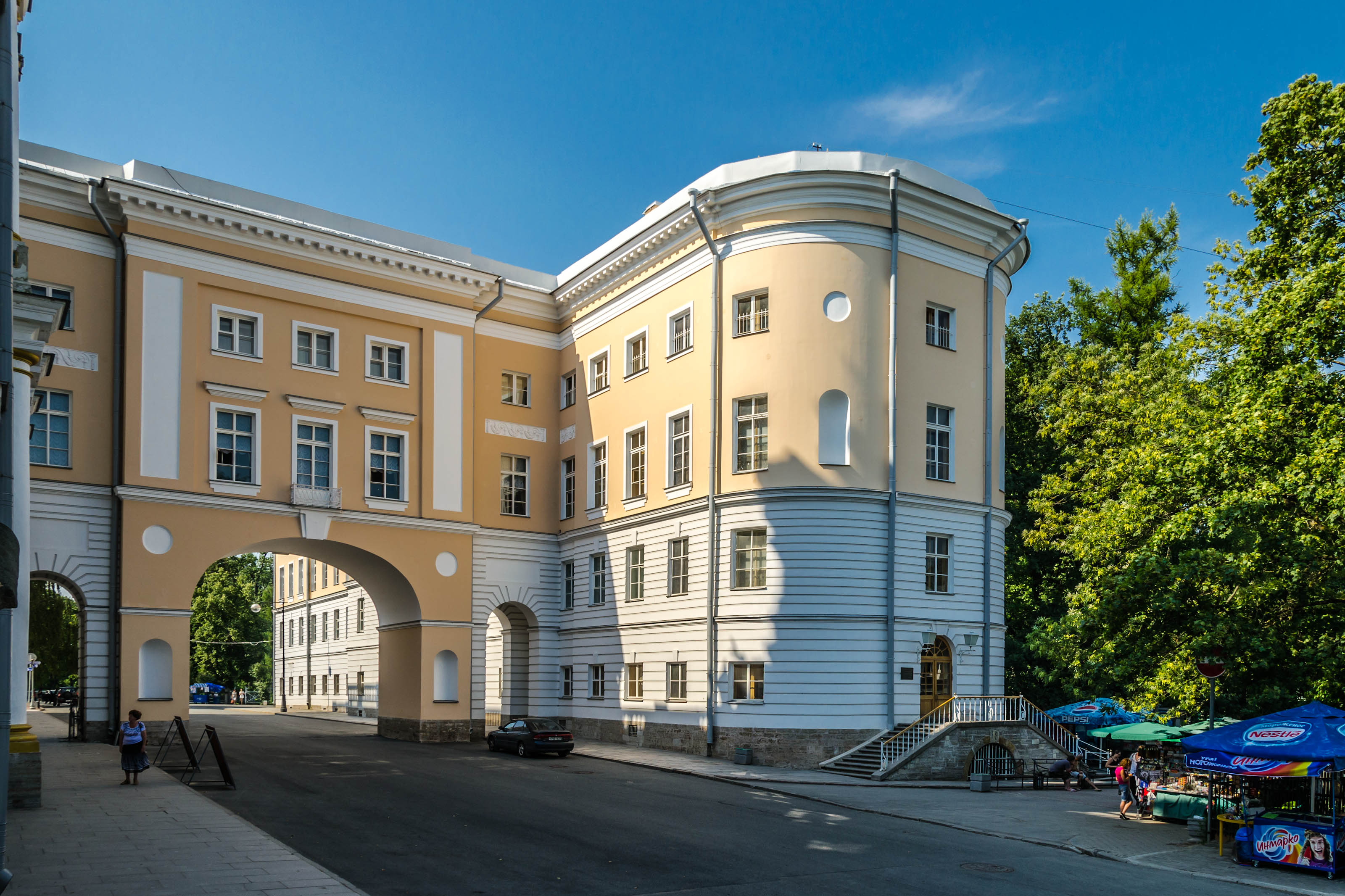
Lyceumgebouw

Tsarskoje Selo (Russisch: Царское Село, Tsarskoje Selo; "Tsarendorp") is een voormalige residentie van de keizerlijke Russische familie en bezoekende adel op 24 kilometer ten zuiden van Sint-Petersburg. Het is nu onderdeel van de stad Poesjkin en van het Werelderfgoedmonument "Sint-Petersburg en gerelateerde groepen van monumenten".

## Etymologie
In de 17e eeuw was het landgoed eigendom van een Zweedse adellijke familie. De van oorsprong Finse naam wordt vaak vertaald als "een hogergelegen grond". Max Vasmer heeft het toponiem echter afgeleid van het Finse woord saari (eiland). In ieder geval werd de Finse naam door de 18e-eeuwse Russen uitgesproken als "Sarskoje Selo", wat later werd veranderd in "Tsarskoje Selo" ("Tsarendorp").

## Geschiedenis
In 1708 schonk tsaar Peter de Grote het landgoed aan zijn vrouw, de toekomstige keizerin Catharina I. Het was zij die de plaats begon te ontwikkelen als een koninklijk landhuis. Haar dochter, keizerin Elizabeth en haar architect Bartolomeo Rastrelli waren grotendeels verantwoordelijk voor de bouw van het Catharinapaleis. Keizerin Catharina II en haar architect Charles Cameron breidde het paleis uit met de Camerongalerij.
Er zijn twee keizerlijke paleizen: het barokke Catherinapaleis met het aangrenzende Catherinapark en het neoklassieke Alexanderpaleis met het Alexanderpark.
Tegen het einde van de 18e eeuw werd de plek een populaire plek voor adellijke zomerverblijven. De regimenten van de bewakers waren gestationeerd ten zuiden van het paleis, waar keizerin Catharina de Grote omstreeks 1770 de stad Sophia stichtte (haar eigen Duitse naam was Sophie). De neoklassieke Sofiakathedraal met vijf koepels, ontworpen door Cameron, is het belangrijkste monument van dat gebied.
In 1811 opende Alexander I het Keizerlijk Lyceum naast het Catharinapaleis. De dichter Aleksandr Poesjkin en diplomaat Aleksandr Gortsjakov behoorden tot de eerste afgestudeerden. De literaire tradities werden in de 20e eeuw voortgezet door opmerkelijke dichters als Anna Achmatova en Innokenti Annenski.
In 1837 werd hier de eerste Russische spoorweg aangelegd met de hoofdstad. Na zijn aftreden in maart 1917 trok  Nicolaas II zich terug in het Alexanderpaleis. Hier werd hij op 1 augustus gearresteerd en met zijn familie afgevoerd. In 1918 werd het geheel door de bolsjewieken omgedoopt in Detskoye Selo (“Kinderendorp”) en in 1937 opnieuw hernoemd naar de stad Poesjkin, ter herdenking van het eeuwfeest van de dood van de dichter.
Op 17 september 1941 viel de stad in Duitse handen, waarbij ze vele historische gebouwen en monumenten vernielden en plunderden. Het Rode Leger bevrijdde de stad op 24 januari 1944. Na de oorlog begon de wederopbouw en de restauratiewerkzaamheden zijn ver gevorderd.

## Geboren in Tsarskoje Selo
- Nicolaas II van Rusland (1868–1918), de laatste tsaar (keizer) van Rusland
- Misia Sert (Maria Zofia Olga Zenajda Godebska) (1872 - 1950), pianiste van Poolse afkomst, houdster van een artistieke salon